# Кита (река)
Кита — река в России, протекает в Пензенской области и Республике Мордовия. Левый приток реки Вад.

## География
Река Кита берёт начало неподалёку от села Красная Дубрава Земетчинского района Пензенской области. Течёт на север по открытой местности. В нижнем течении по реке Кита проходит граница Пензенской области и Республики Мордовия. Устье реки находится у села Новое Бадиково в 144 км по левому берегу Вад. Длина реки составляет 33 км, площадь водосборного бассейна — 157 км². 

## Данные водного реестра
По данным государственного водного реестра России относится к Окскому бассейновому округу, водохозяйственный участок реки — Мокша от водомерного поста города Темников и до устья, без реки Цна, речной подбассейн реки — Мокша. Речной бассейн реки — Ока.
По данным геоинформационной системы водохозяйственного районирования территории РФ, подготовленной Федеральным агентством водных ресурсов:
- Код водного объекта в государственном водном реестре — 09010200412110000028326
- Код по гидрологической изученности (ГИ) — 110002832
- Код бассейна — 09.01.02.004
- Номер тома по ГИ — 10
- Выпуск по ГИ — 0